# HD 184985
HD 184985，又名BD-14 5479，SAO 162827、HR 7454，是一颗恒星，视星等为5.47，位于銀經25.05，銀緯-16.56，其B1900.0坐标为赤經19h 31m 56.3s，赤緯-14° -16.56′ 17″。